# 闘う戦士たちへ愛を込めて
「闘う戦士たちへ愛を込めて」（たたかうものたちへあいをこめて）は、サザンオールスターズの楽曲。自身の1作目の配信シングルとして、タイシタレーベル / SPEEDSTAR RECORDSからダウンロード配信で2018年6月15日に発売された。
なお、2019年12月20日からはストリーミング配信を開始した。

## 背景
自身の中では初めて配信シングルが発売された作品。本作の発売は2018年4月に発表され、楽曲としては、2015年に発売されたアルバム『葡萄』以来約3年ぶりの新曲の発売となる。本作はタイアップ映画の公開日に合わせて発売された。

## プロモーション

### 発売関連企画
本作は「『闘う戦士たちへ愛を込めて』リリース記念〜ライブ・ビューイングでサザンを応援！闘う戦士団募集 ! 〜」という応募企画を開催し、ダウンロード購入して応募すると、抽選で2018年6月26日にNHKホールで実施されるライブイベント「サザンオールスターズ キックオフ ライブ 2018『ちょっとエッチなラララのおじさん』」のライブビューイングのチケットが当たるようになっている。

### テレビ披露
| 放送日        | 番組名                                 | 放送局     | 披露曲 | 出典   |
| ------------- | -------------------------------------- | ---------- | --- | ------ |
| 2018年7月7日  | THE MUSIC DAY 伝えたい歌               | 日本テレビ | 「闘う戦士たちへ愛を込めて」 「壮年JUMP」 「LOVE AFFAIR 〜秘密のデート」 | [ 8 ]  |
| 2018年7月14日 | 音楽の日 2018                          | TBS        | 「闘う戦士たちへ愛を込めて」 「壮年JUMP」 「涙の海で抱かれたい 〜SEA OF LOVE〜」 | [ 9 ]  |
| 2018年7月20日 | ミュージックステーション               | テレビ朝日 | 「闘う戦士たちへ愛を込めて」 「壮年JUMP」 | [ 10 ] |
| 2018年7月31日 | うたコン                               | NHK        | 「闘う戦士たちへ愛を込めて」 「壮年JUMP」 | [ 11 ] |
| 2018年8月8日  | クローズアップ!サザン 40周年プレミアム | NHK        | 「闘う戦士たちへ愛を込めて」 「壮年JUMP」 「茅ヶ崎に背を向けて」 「いとしのエリー」 「YOU」 「SEA SIDE WOMAN BLUES」 「涙の海で抱かれたい ～SEA OF LOVE～」 「東京VICTORY」 「ミス・ブランニュー・デイ」 「HOTEL PACIFIC」 「みんなのうた」 「LOVE AFFAIR～秘密のデート」 「勝手にシンドバッド」                                                                                            | [ 12 ] |
| 2019年1月1日  | クローズアップ!サザン 新春スペシャル   | NHK        | 「闘う戦士たちへ愛を込めて」 「壮年JUMP」 「茅ヶ崎に背を向けて」 「女呼んでブギ」 「いとしのエリー」 「YOU」 「愛の言霊 〜Spiritual Message〜」 「汚れた台所」 「SEA SIDE WOMAN BLUES」 「涙の海で抱かれたい ～SEA OF LOVE～」 「東京VICTORY」 「ミス・ブランニュー・デイ」 「匂艶 THE NIGHT CLUB」 「HOTEL PACIFIC」 「みんなのうた」 「LOVE AFFAIR～秘密のデート」 「勝手にシンドバッド」 | [ 13 ] |

## 受賞歴
| 年     | 音楽賞               | 結果                                                              | 出典   |
| ------ | -------------------- | ----------------------------------------------------------------- | ------ |
| 2019年 | 文化庁メディア芸術祭 | エンターテイメント部門 審査委員会推薦作品（ミュージック・ビデオ） | [ 14 ] |

## チャート成績
2018年6月25日付のオリコン週間デジタルシングルランキングで、初週2.9万DLを記録し初登場1位を獲得した。映画の公開日に合わせたこともあり、わずか3日間の集計での1位獲得となり、自身初の同チャート首位獲得となった。このほか、ダウンロードチャートやラジオオンエアチャートを中心に1位を獲得し、6月20日までに12冠を達成している。
発売2週目となる同年7月2日付のオリコン週間デジタルシングルランキングでも2.1万DLを記録し、2週連続1位を獲得した。

## 収録曲
1. 闘う戦士たちへ愛を込めて (4:32)
（作詞・作曲：桑田佳祐 / 編曲：サザンオールスターズ / 弦編曲：原由子）
映画『空飛ぶタイヤ』主題歌[注釈 1]。
タイトルや歌詞に関して桑田は、矛盾を感じつつ、ストレスを抱えても、世の中のために闘っている人達へ、若い人だけでなく、桑田自身と同じ世代も含めて様々な人達に「しょうがないこともあるが、頑張っていきましょう」というメッセージの歌にしている[18]。桑田夫妻がタイアップの映画を観た後に映画の主題歌の話を貰い、桑田は観た時の気持ちのままに楽曲制作をした[19]。
ミュージック・ビデオは大月壮の手による[20]サザン初の全編アニメーション作品に仕上がっていて、楽曲のテーマと同様にサラリーマンの日常と組織における生存競争と、その表と裏の世界がコミカルに描かれており、誰しも心の奥には闇を抱えているということを示唆した内容になっている[21]。
映画の原作者の池井戸潤は「サザンオールスターズは学生時代から僕らのアイドル。40周年という記念すべき年に、桑田さんに主題歌を書いていただけるのは光栄です。次回コンサートには必ず駆け付けます」とコメントしている[1]。主演の長瀬智也（当時TOKIO）は「社会で、日々戦っている汗臭さみたいなものを感じました。頑張れ、と言われているような気持ちになりました。感謝と感激です」「誰が聞いても桑田佳祐さんの世界観で、今の桑田さんがこの歌詞で歌うからこそ、どこか説得力がある。これはお金では買えないサザンオールスターズ、そして桑田さんのキャリアが生んだものなのかなというふうに思い知らされました」とコメントしている[1][22]。桑田も長瀬の演技をたたえ、「非常に面白かった」と語っている[1][注釈 2]。TOKIOの楽曲で作詞・作曲を何度か手がけている長瀬はサビの歌詞に対して「『寄っといで 巨大都市（デっかいまち）へ』って、そんなの絶対思いつかない」とコメントをしており、衝撃を受けたことが窺える[24]。曲調や歌詞のテーマも相まって、弘兼憲史・村西とおる・爆笑問題・有働由美子[注釈 3]にも高く評価されている[26][27][28][29]。
楽曲のフルオンエアは2018年5月19日放送の桑田のラジオ番組『桑田佳祐のやさしい夜遊び』（TOKYO FM）ではじめて行われ[30]、5月27日には全国ラジオにてオンエア解禁が行われた[31]。2018年6月17日放送の『桑田佳祐のやさしい夜遊び』では、映画の公開と配信リリースを記念して「デビュー40周年に向けて、SAS特集！ 新曲『闘う戦士たちへ愛を込めて』配信スタート＆映画『空飛ぶタイヤ』公開記念SP！」が行われ、長瀬智也、ディーン・フジオカ、深田恭子のメッセージが流された[32]。

## 参加ミュージシャン
- 桑田佳祐：Vocal・Guitar
- 関口和之：Bass
- 松田弘：Drums
- 原由子：Keyboards・Vocal
- 野沢秀行：Percussion
- 角谷仁宣：Computer Programming
- 斎藤誠：Electric Guitar
- 金原千恵子：Violin
- 401stオールスターズ：Hand Craps

## 収録アルバム
| 曲名                     | 作品名         |
| ------------------------ | -------------- |
| 闘う戦士たちへ愛を込めて | 海のOh, Yeah!! |

## ミュージック・ビデオ収録作品
| 曲名                     | 作品名                                                            |
| ------------------------ | ----------------------------------------------------------------- |
| 闘う戦士たちへ愛を込めて | 21世紀の音楽異端児 (21st Century Southern All Stars Music Videos) |

## ライブ映像作品
| 曲名                     | 作品名                                                                                            |
| ------------------------ | ------------------------------------------------------------------------------------------------- |
| 闘う戦士たちへ愛を込めて | LIVE TOUR 2019 “キミは見てくれが悪いんだから、アホ丸出しでマイクを握ってろ!!” だと!? ふざけるな!! |